# Daniel Freund
Daniel Freund (Aken, 14 oktober 1984) is een Duitse politicus die sinds juli 2019 lid is van het Europees Parlement. Hij is lid van Bündnis 90/Die Grünen op nationaal niveau en zit bij de Fractie De Groenen / Vrije Europese Alliantie in het Europees Parlement.

## Opleiding
Daniel Freund werd geboren in Aken en behaalde een bachelordiploma in politieke wetenschappen, economie en rechten aan de Universiteit Leipzig, gevolgd door een master in publieke zaken van het Institute of Political Studies, Parijs, tijdens welke hij een studiebezoek aan de Elliott School van de George Washington-universiteit voltooide. Tijdens zijn studie vormde Freund samen met zijn collega's een Europees krantenproject, de European Daily, waarvoor zij genomineerd werden voor de Europese Karelsprijs voor de Jeugd.

## Carrière
Na een stage bij het Duitse Federaal Ministerie van Buitenlandse Zaken en bij het bureau van de Europese Unie in Hongkong en Macau, waren zijn eerste werkstappen bij Deloitte als adviseur voor de openbare sector en bij de Europese afdeling van de Franse École nationale d'administration. In 2013 begon hij te werken als politiek adviseur van Europees parlementslid Gerald Häfner op het gebied van constitutionele en juridische zaken in Brussel. In juli 2014 stapte Freund over naar het kantoor van de niet-gouvernementele organisatie Transparency International, waar hij werkte als Head of Advocacy for EU Integrity voor de bestrijding van corruptie in de instellingen van de Europese Unie. Als onderdeel van zijn werk was Freund verantwoordelijk voor EU Integrity Watch (www.integritywatch.eu), evenals voor het werk op het gebied van transparantie van de wetgeving, belangenverstrengeling, lobbyen, draaideuren en de wetgevende voetafdruk. Hij spreekt regelmatig op internationale conferenties en verschijnt regelmatig in de media.

## Europees parlement
In 2005 sloot Freund zich aan bij de Alliantie 90/De Groenen. Van 2013 tot 2019 werd hij actief in de commissie Europese zaken van de partij als gecoöpteerd lid en later als een van de vicevoorzitters van de commissie. Tijdens het federale congres van de partij in november 2018 in Leipzig, werd hij verkozen tot de 20e positie op de lijst van de partij voor de verkiezingen voor het Europees Parlement van 2019. Zijn partij won 20,5% van de stemmen bij de Europese verkiezingen in Duitsland (21 van de 96 Duitse mandaten). Hij trad toe tot De Groenen / Vrije Europese Alliantie en is lid van de Begrotingscontrolecommissie en de Commissie voor Constitutionele zaken. Hij is ook plaatsvervangend lid van de Commissie voor Vervoer en Toerisme. 